# Video (señal)
El término video (en América) o vídeo (en España) define a la señal de imagen de televisión. Etimológicamente la palabra video proviene del verbo latino videre, y significa "yo veo". Video en algunos países identifica también a una grabación de imágenes y sonido en cinta magnética o en disco de láser (DVD), aunque con la aparición de estos últimos, dicho término se identifica generalmente con las grabaciones anteriores en cinta magnética, del tipo VHS.
La señal de video está formada por un número de líneas agrupadas en varios cuadros y estos a la vez divididos en dos campos que portan la información de luz y color de la imagen. El número de líneas, de cuadros y la forma de portar la información del color depende del estándar de televisión concreto. La amplitud de la señal de video es de 1Vpp estando la parte de las señal que porta la información de la imagen por encima de 0V y las de sincronismos por debajo del nivel de 0V. La parte positiva puede llegar hasta 0,7V para el nivel de blanco, correspondiendo a 0V el negro y los sincronismos son pulsos que llegan hasta -0,3V.

## Partes de la señal de video
La señal de video consta de lo que se llama luminancia y crominancia, y de los sincronismos. La amplitud se sitúa entre los -0,3V del nivel inferior del sincronismo hasta los 0,7V que corresponde al blanco. La señal propia es la referida a la luminancia con los sincronismos, a esta se le añade la señal de crominancia, con su sincronía propia, la salva de color, de tal forma que la crominancia monta encima de la luminancia. 
El ancho de banda de la señal de luminancia suele ser del orden de 5MHz pero depende del sistema empleado. La crominancia es una señal modulada en cuadratura, es decir en amplitud (para la saturación del color) y en fase (para el matiz o el color como tal). La portadora se le denomina subportadora de color, que para efectos de transmisión se suprime, y es una frecuencia próxima a la parte alta de la banda, en PAL es de 4,43MHz, evidentemente esta frecuencia tiene relación con el resto de frecuencias fundamentales de la señal de video que están referenciadas a la frecuencia de campo que toma como base, por cuestiones históricas, la frecuencia de la red de suministro eléctrico, 50Hz en Europa y 60Hz en muchas partes de América.

### Información de la imagen
La imagen está formada por luz y color; la luz define la imagen en blanco y negro (es la información que se utiliza en sistemas de blanco y negro) y a esta parte de la señal de video se le llama luminancia. 
Existen estándares diferentes para la codificación del color, NTSC (utilizado en casi toda América, dependencias estadounidenses, Corea, Japón y Myanmar), SECAM (Francia, sus dependencias y excolonias; mayoría de ex estados de la URSS) y PAL (resto de Europa; Argentina, Brasil, Groenlandia y Uruguay en América; mayoría de África, Asia y Oceanía).

### Sincronismos
En lo referente a los sincronismos se distinguen tres clases, de línea u horizontales, de campo o verticales y los referentes al color.
Los sincronismos de línea indican donde comienza y acaba cada línea de las que se compone la imagen de video; se dividen en, pórtico anterior, pórtico posterior y pulso de sincronismo.
Los sincronismos verticales son los que nos indican el comienzo y el final de cada campo. Están compuestos por los pulsos de igualación anterior, pulsos de sincronismo, pulsos de igualación posterior y líneas de guarda (donde en la actualidad se inserta el teletexto y otros servicios).

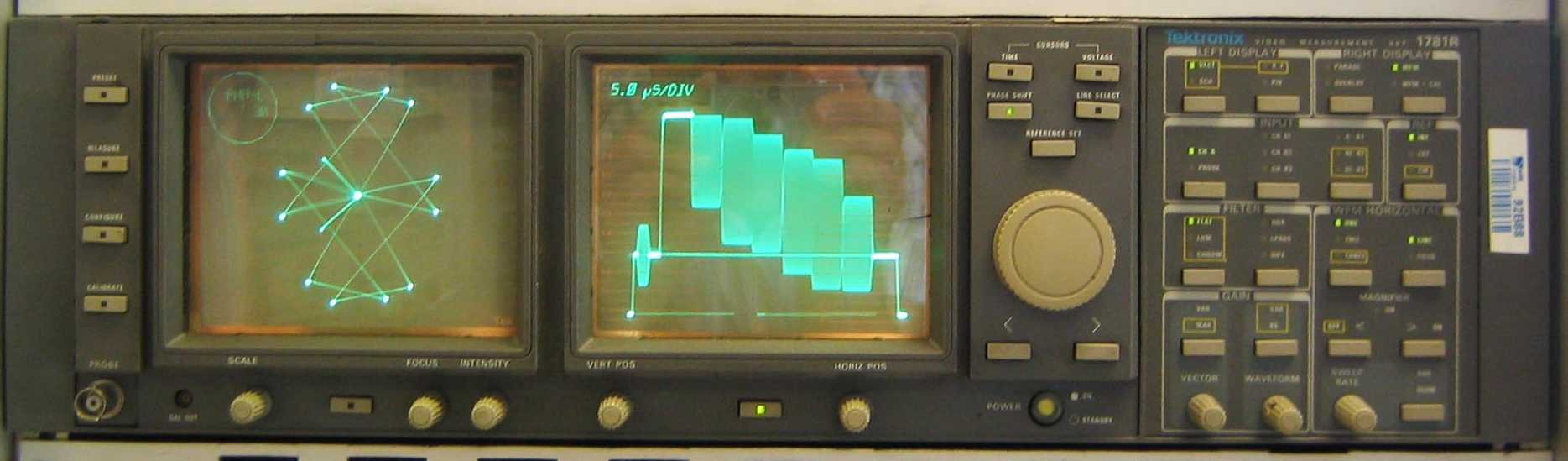
Barras de color EBU vistas en un MFO y un vectoscopio.

La frecuencia de los pulsos de sincronismo depende del sistema de televisión: en América (con excepción de Argentina y Uruguay que siguen la norma europea) se usa frecuencia de línea (número de líneas) de 525 líneas por campo y 60 campos por segundo mientras que el Europa se utiliza 625 líneas por campo (una frecuencia de 15.625Hz) y 50 campos por segundo, (25 cuadros). Estas cifras se derivan de la frecuencia de la red eléctrica en la que antiguamente se enganchaban los osciladores de los receptores.
En lo referente al color, en todos los estándares se modula una portadora con la información del color. En NTSC y PAL lo que se hace es una modulación en amplitud, para la saturación, y en fase, para el tinte, lo que se llama modulación en cuadratura. El sistema PAL alterna la 180° en cada línea la fase de la portadora para compensar distorsiones de la transmisión. El sistema SECAM modula cada componente del color en las respectivas líneas.